# Charles de Chandieu
Charles de Chandieu (24 novembre 1658 à Lausanne en Suisse – 24 avril 1728 à L’Isle), capitaine au service du royaume de France, lieutenant-général des armées du Roi, colonel du régiment Villars Chandieu, colonel-propriétaire de la demi-compagnie Villars Chandieu aux Gardes-Suisses.

## Biographie
À l’âge de dix-sept ans, il entre comme enseigne dans la compagnie franche de Stoppa.
En avril 1676, il est nommé enseigne dans la lieutenance-colonelle du régiment de Stoppa.
En avril 1677, il rejoint la demi-compagnie familiale commandée par son frère aîné Samuel (1657-1679).
En septembre 1679 Samuel de Chandieu est tué au siège de Saint-Ghislain pendant la guerre de Hollande, Charles prend alors la tête de la demi-compagnie  Chandieu aux Gardes-Suisses.
Charles de Chandieu fait reconstruire le château de L'Isle en 1696.
Le 14 janvier 1701, il reçoit des mains de Louis XIV le régiment bernois Manuel, l’un des plus anciens régiments suisses au service de France. Le canton de Berne s’estime lésé et juge que la France a manqué à sa parole d’attribuer le régiment vacant à Jean Rodolphe May.
En 1721 il reçoit enfin le grade de lieutenant-général des armées du Roi.